# Querschnittfilm
Der Querschnittfilm ist eine in den 1920er Jahren entstandene nicht-fiktionale Filmform, die einem assoziativen Montageprinzip folgt, ohne konkrete Ereignisse oder Protagonisten zu fokussieren. Das Sujet eines Querschnittfilms ist somit als abstrakt-ästhetische Darstellung bestimmter Räume zu lesen. Als narrative Struktur kann beispielsweise eine chronologische Folge von nicht im direkten Zusammenhang stehender Handlungen fungieren.
Einige Querschnittfilme können auch als Kompilationsfilme bezeichnet werden, da sie auf bereits vorliegendes Rohmaterial zurückgreifen.

## Filmbeispiele
- Lázló Moholy-Nagy: Grossstadtzigeuner, D 1932/33.
- Dziga Vertov: Der Mann mit der Kamera, UdSSR 1929.
- Edgar Beyfuß: Die Wunder des Films. Ein Werklied von der Arbeit am Kulturfilm, D 1928.
- Walther Ruttmann: Berlin: Die Sinfonie der Großstadt, D 1927.